# Дроня, Павел
Павел Дроня (пол. Paweł Dronia; род. 30 июня 1989, Ополе) — польский хоккеист, защитник немецкого клуба «Битигхайм Стилерз».

## Игровая карьера
Павел Дроня - воспитанник клуба «Орлик» (Ополе). С 2005 по 2013 годы выступал в местном польском первенстве за команды: «СМС Сосновец», «Заглембе Сосновец», «Уния Освенцим» и «Санок».
В 2013 году уехал играть в чемпионат Германии. Первый свой сезон Дроня провел в клубе 2-й Бундеслиги «Швеннингер Уайлд Уингз». В своем первом сезоне поляк был признан лучшим защитником турнира. По окончании сезона он подписал контракт с другой командой подэлитной немецкой лиги «Фиштаун Пингвинз».
Помимо польского имеет немецкое гражданство.

## Международная карьера

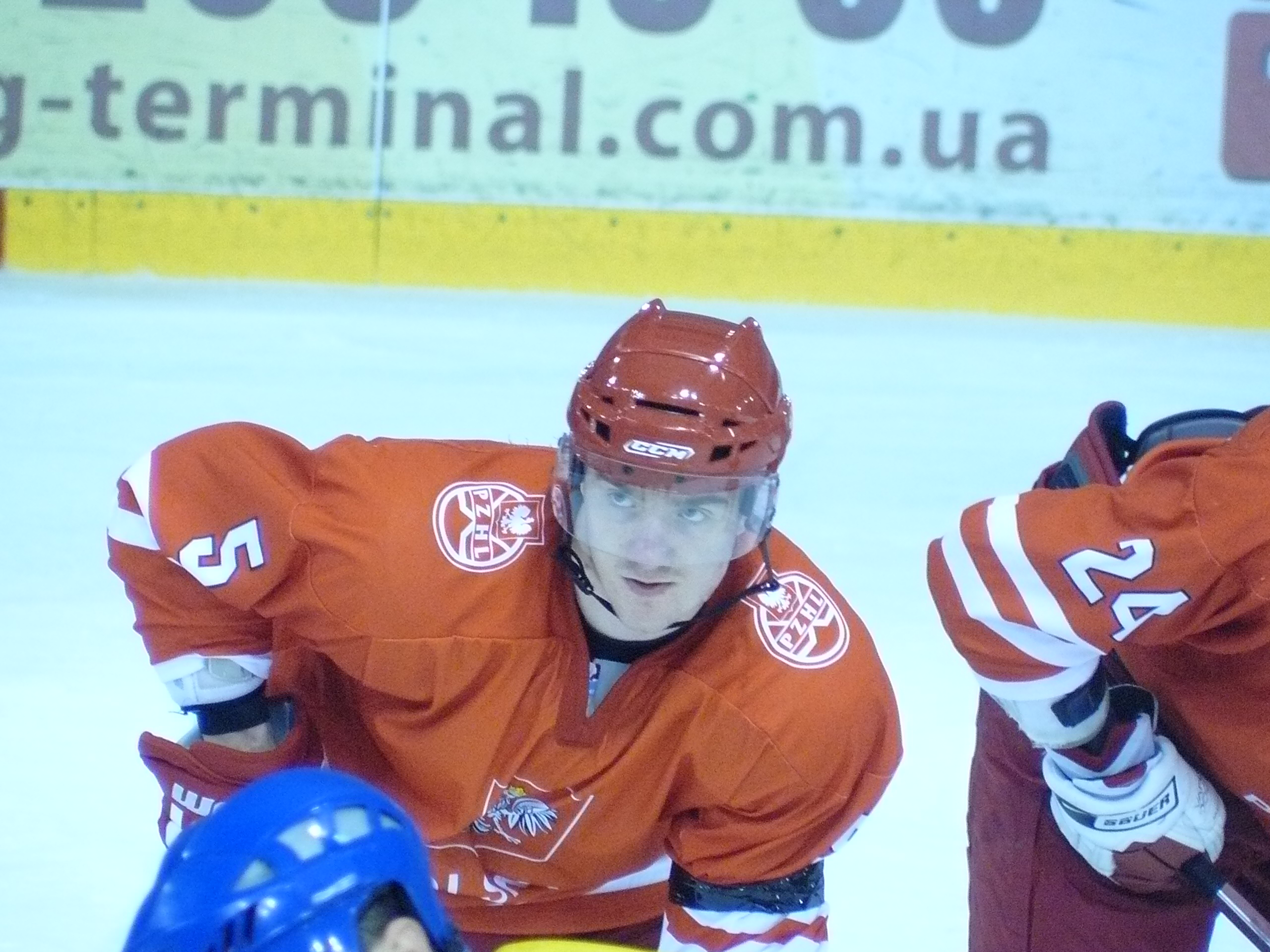
Павел Дроня в игре сборной Польши против сборной Украины в 2010 году

Павел Дроня прошёл юношеские и молодёжные сборные Польши. С 2008 года он является основным хоккеистом национальной команды. В настоящий момент защитник является одним из лидеров сборной Польши. В неё он постоянно приглашается на протяжении 6 лет.

## Достижения
- Чемпион Польши по хоккею с шайбой: (2012).
- Обладатель Кубка Польши по хоккею с шайбой: (2012).
- Лучший защитник 2-й Бундеслиги: (2013).